# Second Night
Second Night – album na żywo Elvisa Presleya, składający się z koncertu (27 maja 1977 w Binghamton, Nowy Jork).

## Lista utworów
1. "2001 Theme"
2. "See See Rider"
3. "I Got a Woman – Amen"
4. "Love Me"
5. "If You Love Me"
6. "You Gave Me a Mountain"
7. "Blue Suede Shoes"
8. "Intermission"
9. "Teddy Bear – Don’t Be Cruel"
10. "Heartbreak Hotel"
11. "Bridge over Troubled Water"
12. "’O sole mio – It’s Now or Never"
13. "Love Me Tender"
14. "Band Introductions"
15. "Early Morning Rain"
16. "What’d I Say"
17. "Drum solo"
18. "Bass solo"
19. "Piano solo"
20. "Clavinet solo"
21. "School Days"
22. "Hurt"
23. "Hound Dog"
24. "Unchained Melody"
25. "Can’t Help Falling in Love"
26. "Closing Vamp"